# Тарасів дороговказ

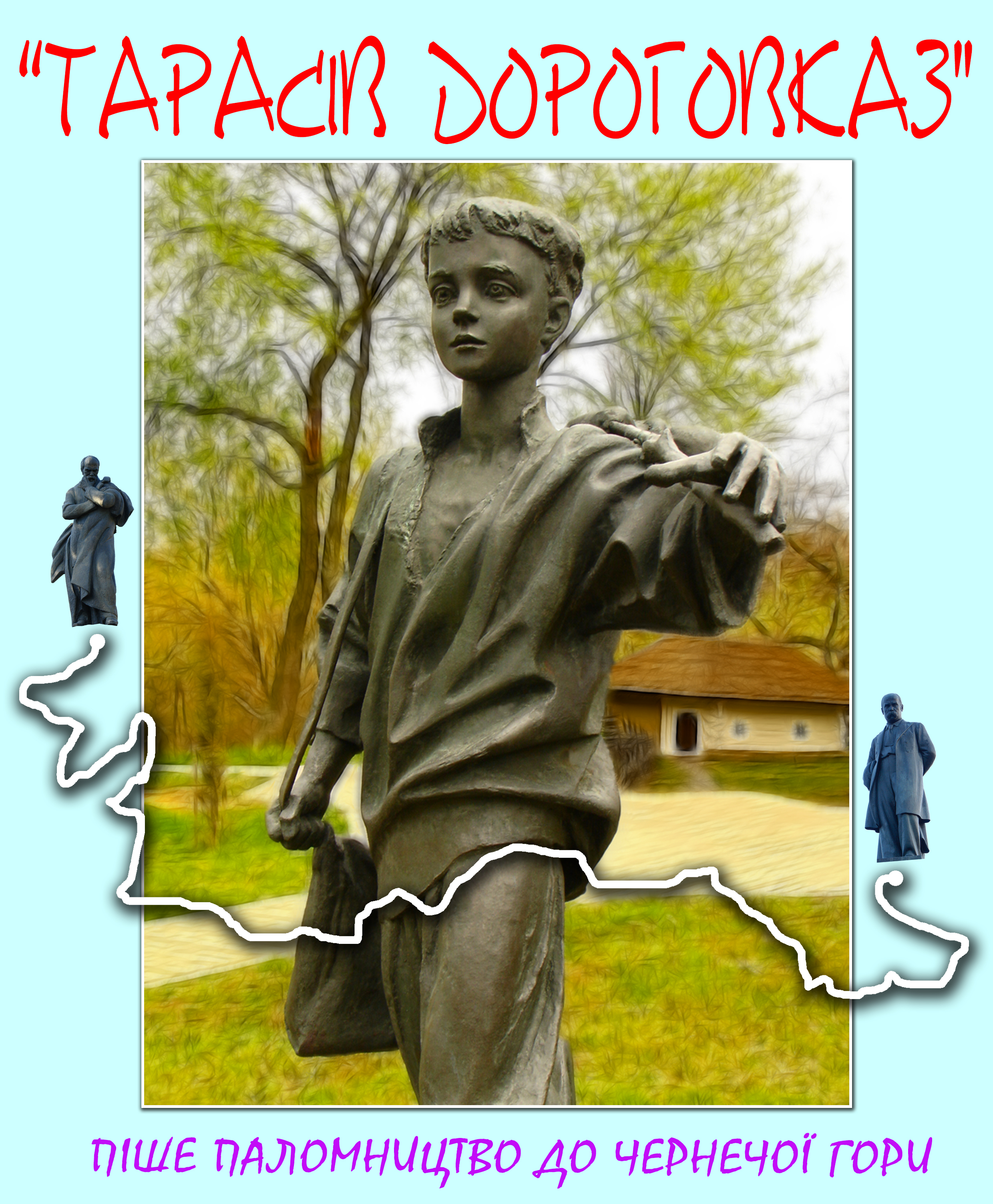
Афіша 2008 року патріотичної пішої ходи «Тарасів дороговказ» з Луцька до Канева

Тарасів дороговказ — культурно-патріотичний проєкт з популяризації паломництва до Чернечої гори, що заснував волинський шевченкознавець Руслан Теліпський. Він закликає кожного українця бодай раз в житті відвідати могилу Кобзаря і бачить майбутнє країни в духовній згуртованості навколо постаті Тараса Шевченка. Мандрівник вже двічі подолав піший шлях до Канева, загальною протяжністю у понад 1800 км. від Луцька до Слов'янська. Під час цих патріотичних паломництв постійно відбувалися зустрічі з сотнями людей по дорозі, а також виступи з громадами сіл, містечок і міст, через які пролягав маршрут. 

## «Тарасів Дороговказ – 1»
24 серпня 2008 року Теліпський розпочав 1-й етап пішого паломництва до Чернечої Гори зі свого рідного міста Луцьк. Він проходив місцями перебування Тараса Шевченка та встановлення численних пам'ятників поету. Перший проєкт був скерований на популяризацію української культури, відродження національної свідомості та відновлення духовних вартостей народу. За 34 дні — з 24 серпня по 26 вересня — Руслан пройшов понад тисячу кілометрів дев'ятьма областями України від Луцька до Канева. Після успішної реалізації задуму, Руслан Теліпський вирішив продовжити проєкт і в подальшому, з'єднавши у Каневі і східну Україну.

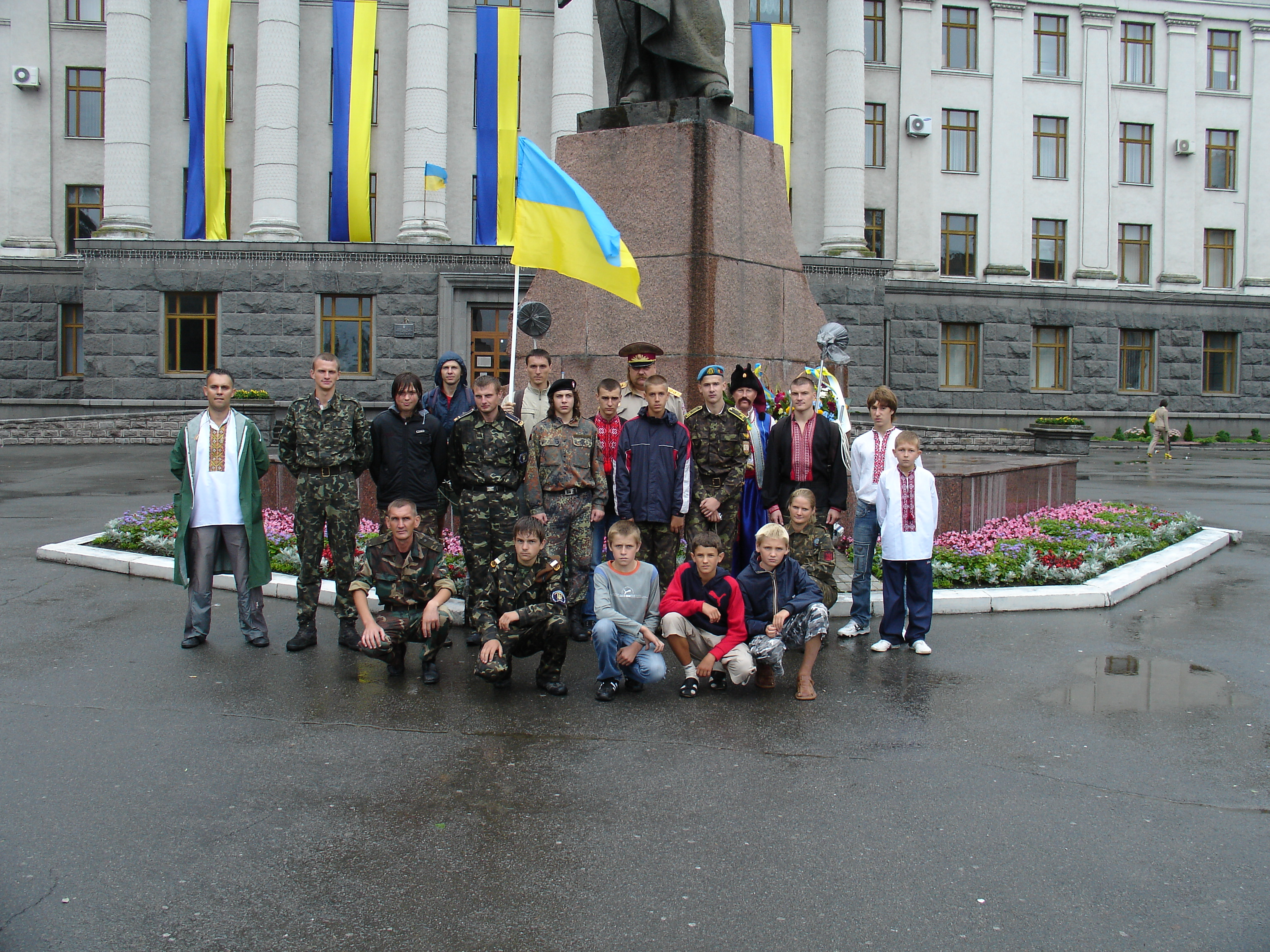
Луцьк - 24.08.2008
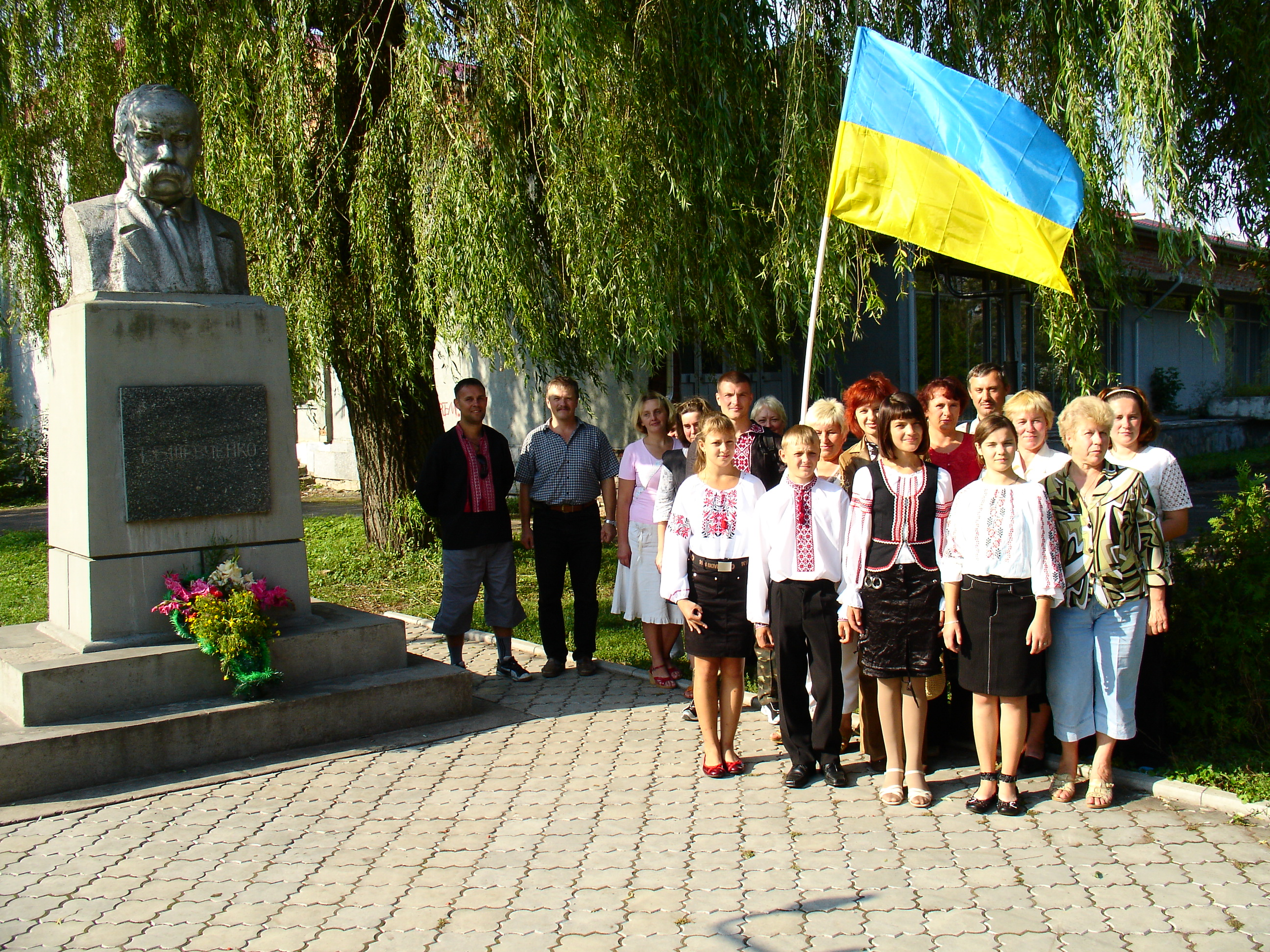
Берестечко - 26.08.2008
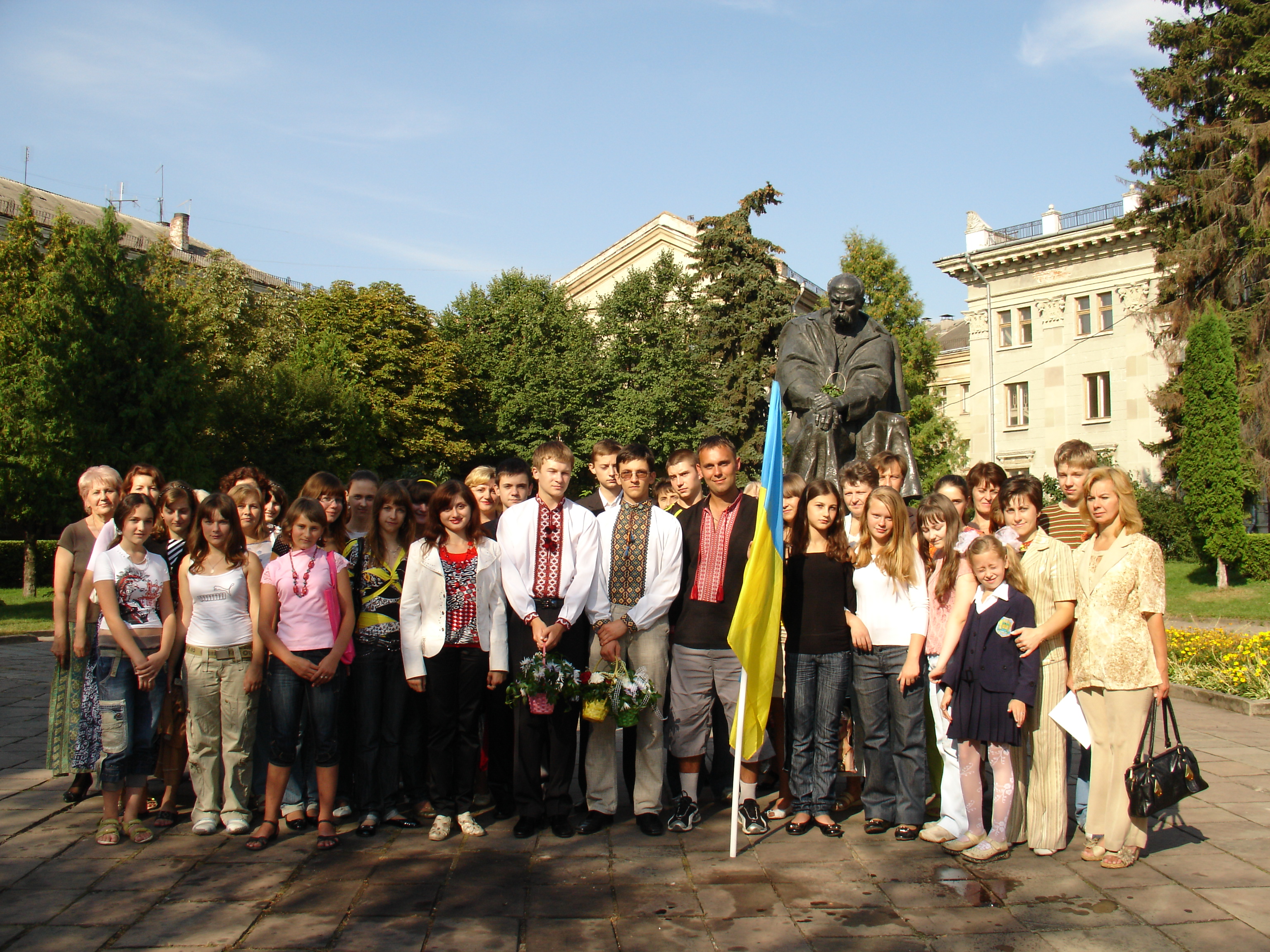
Тернопіль - 02.09.2008
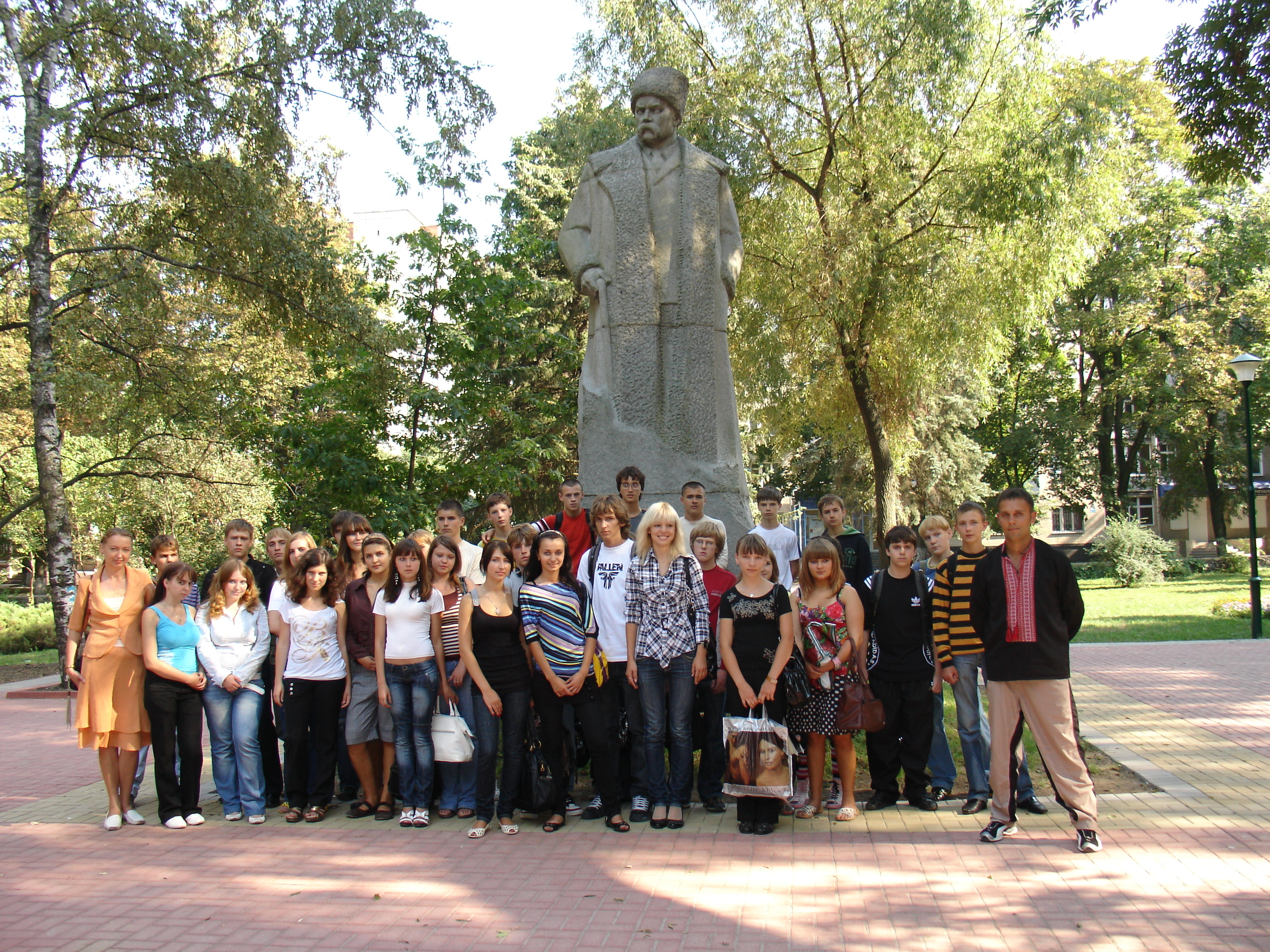
Хмельницький - 06.09.2008
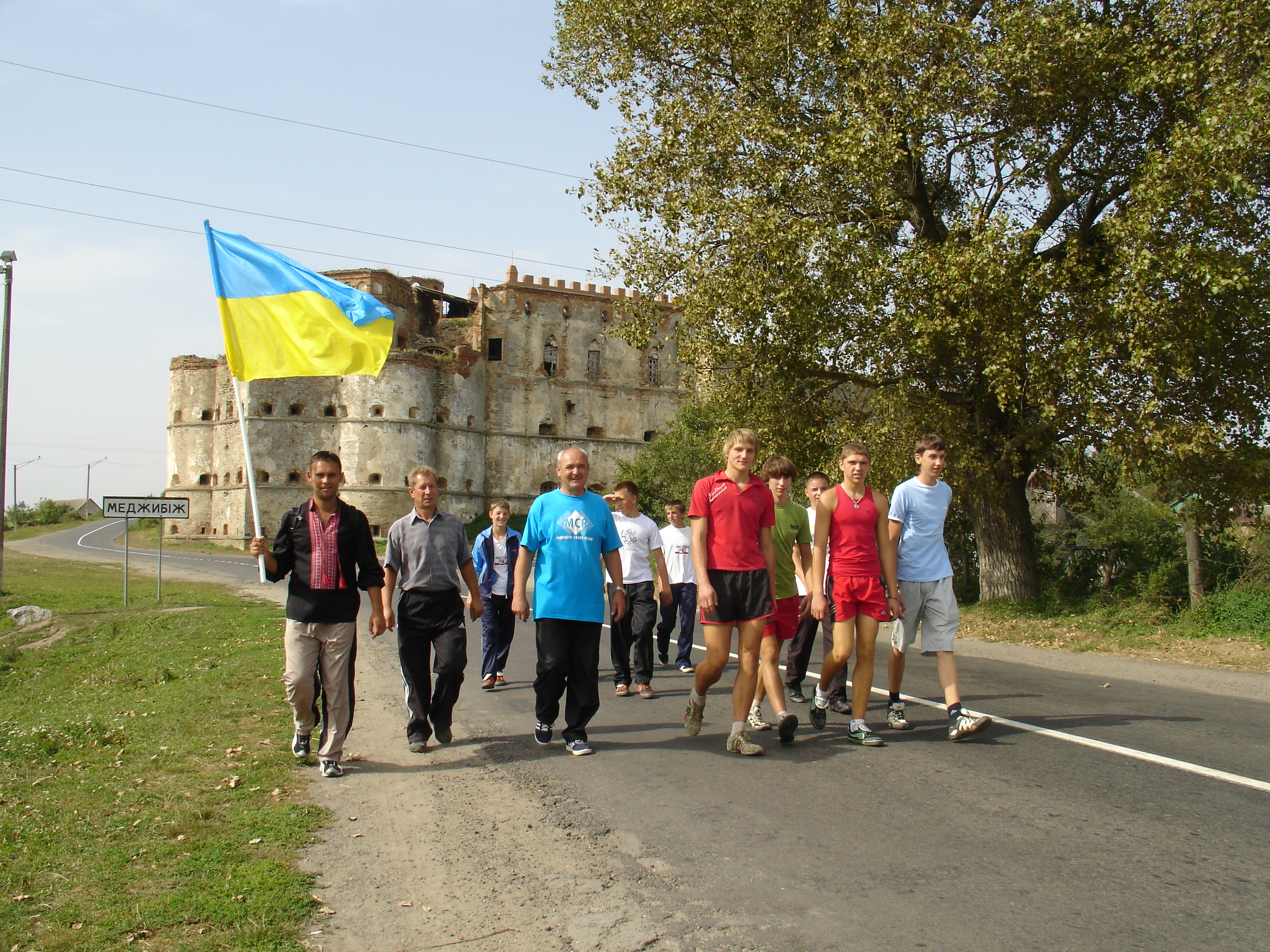
Меджибіж - 08.09.2008

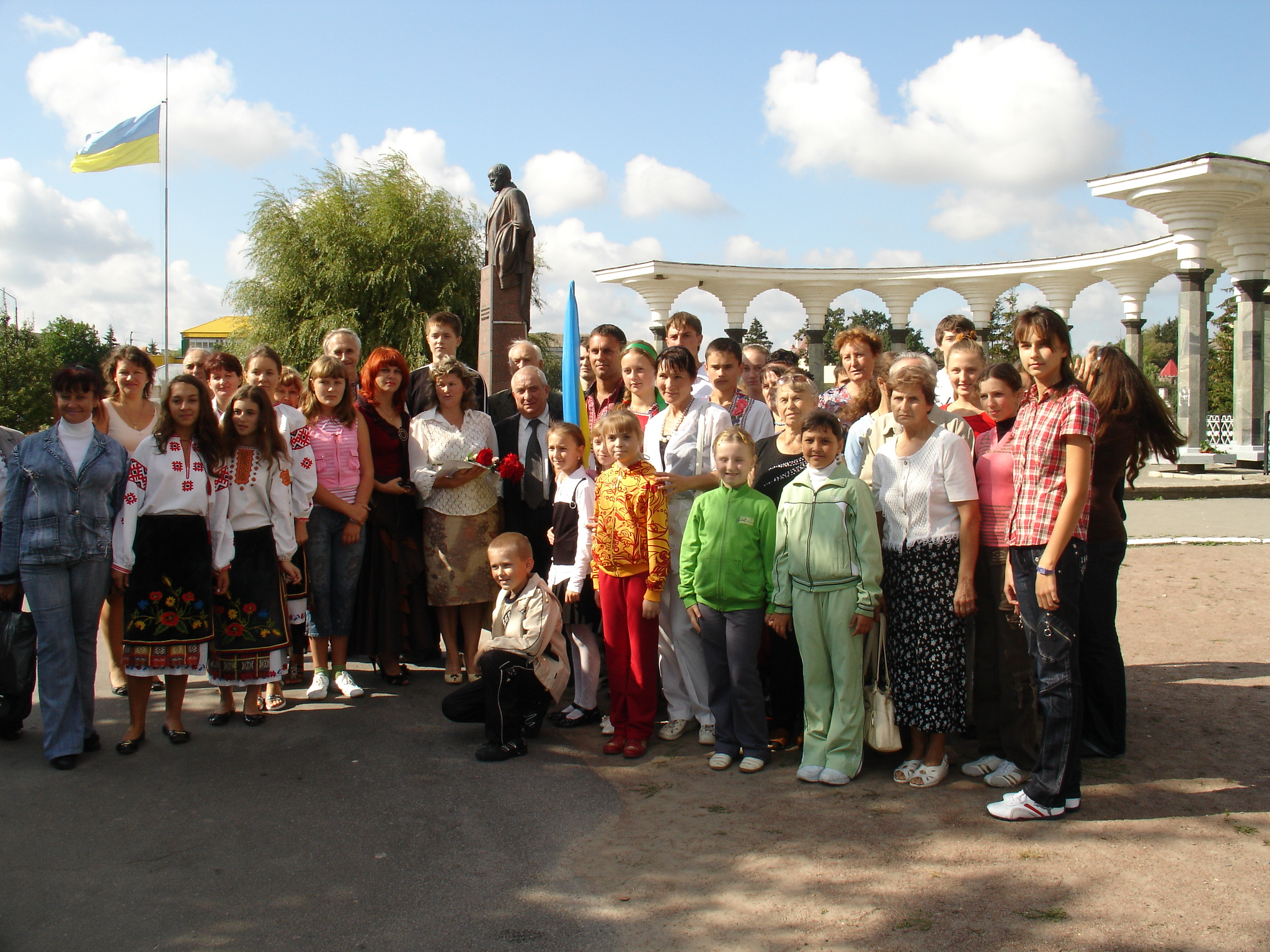
Хмільник - 10.09.2008
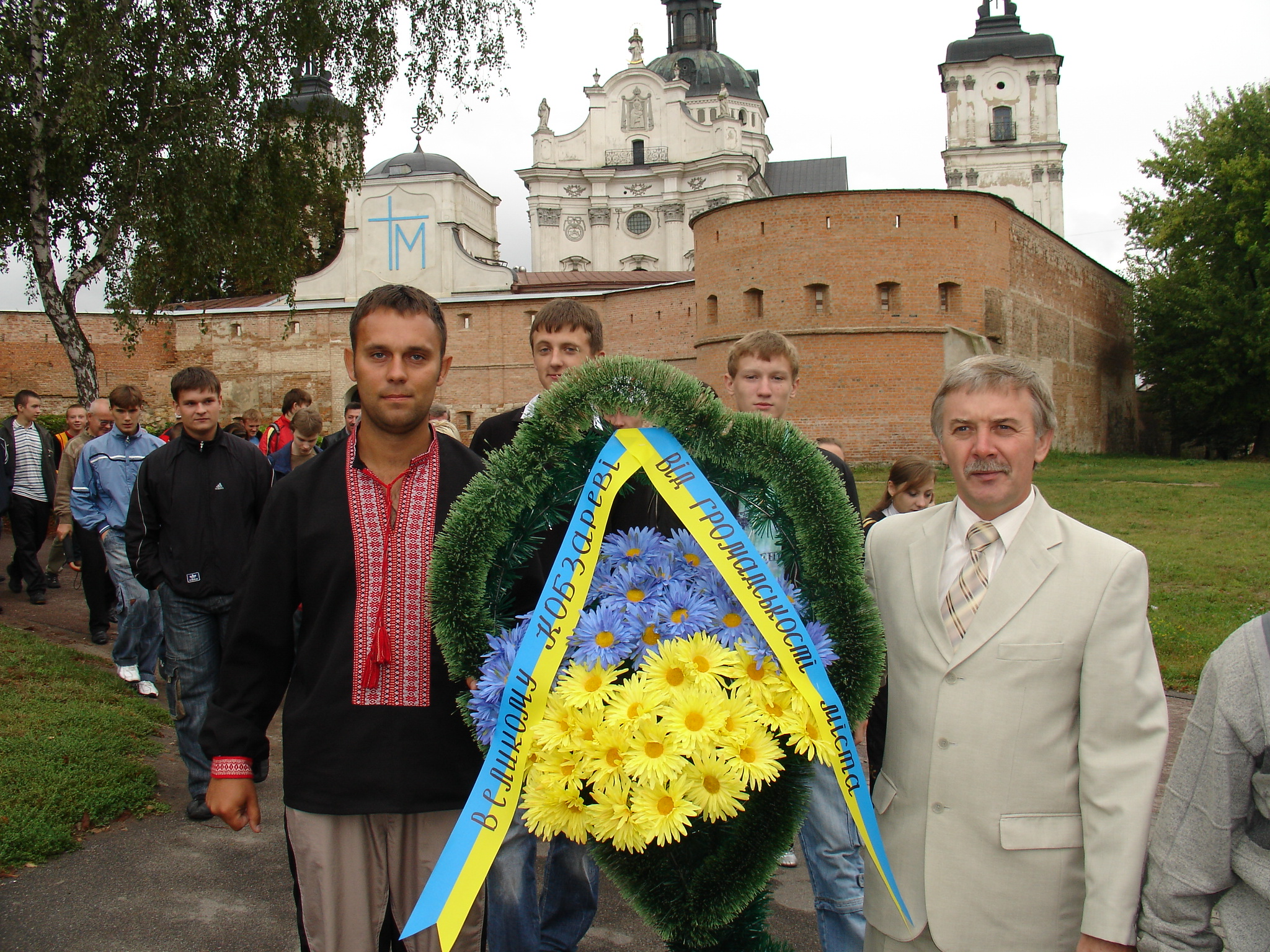
Бердичів - 12.09.2008
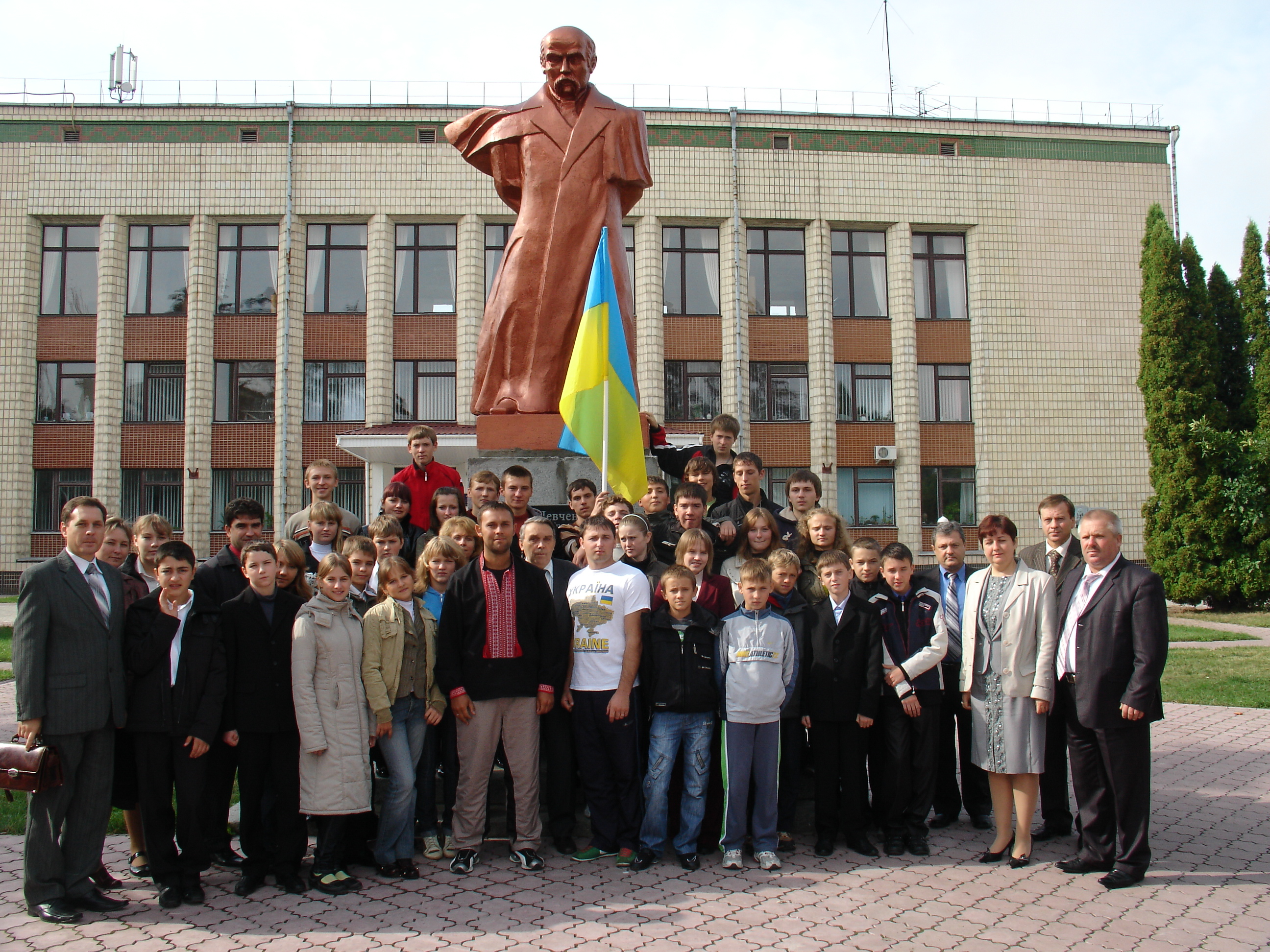
Сквира - 15.08.2008
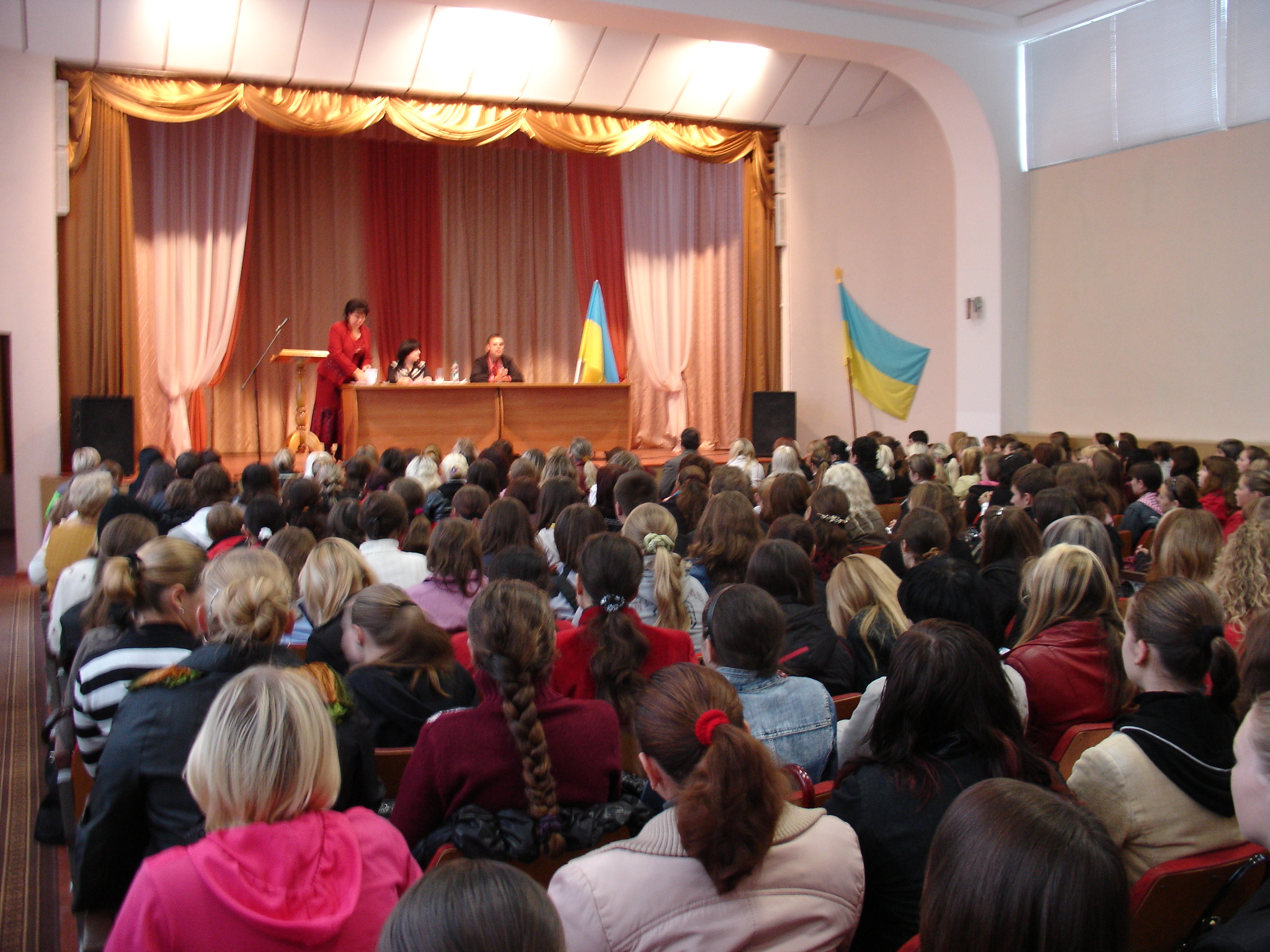
Біла Церква - 16.09.2008
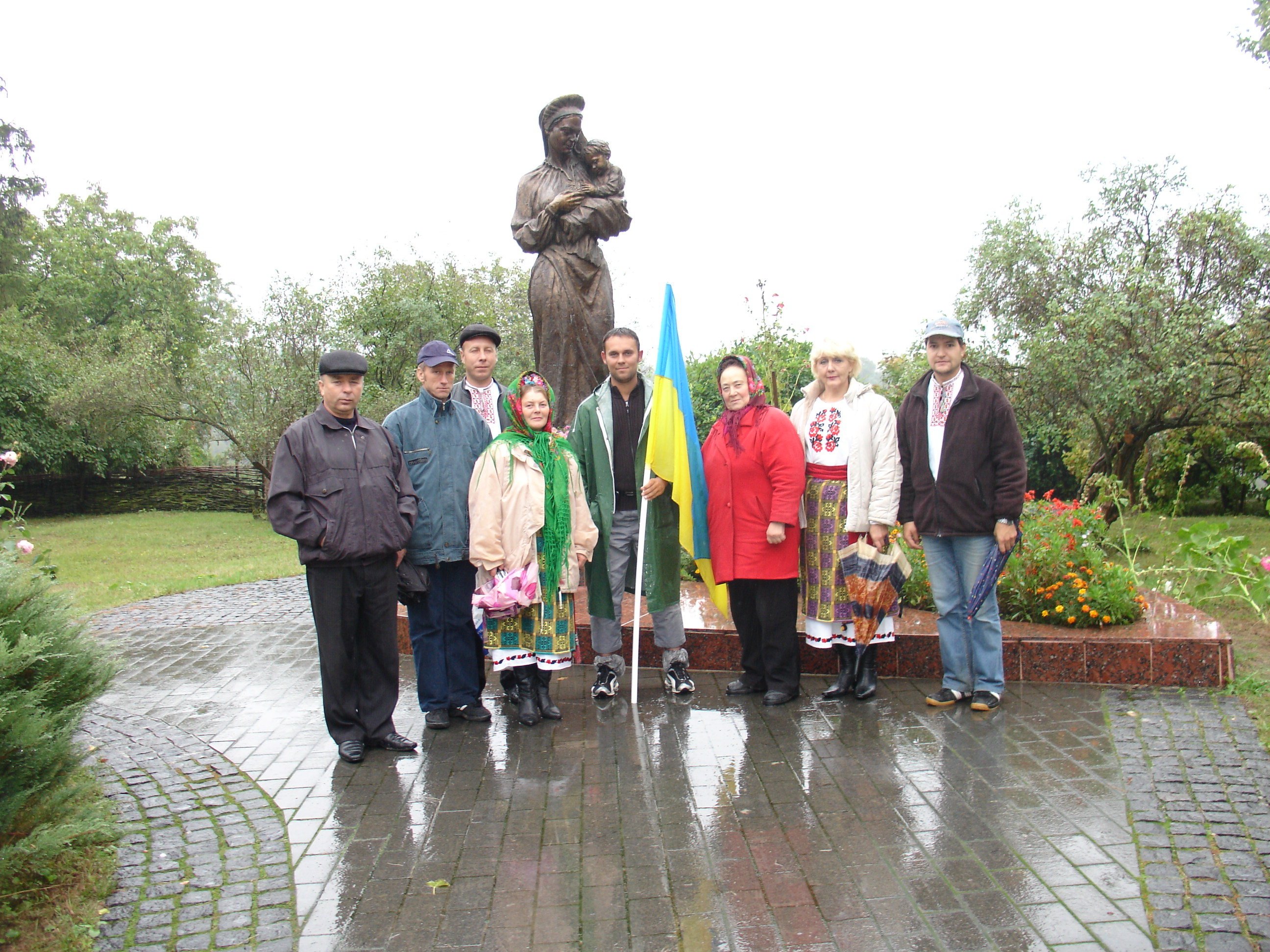
с.Моринці - 19.09.2008
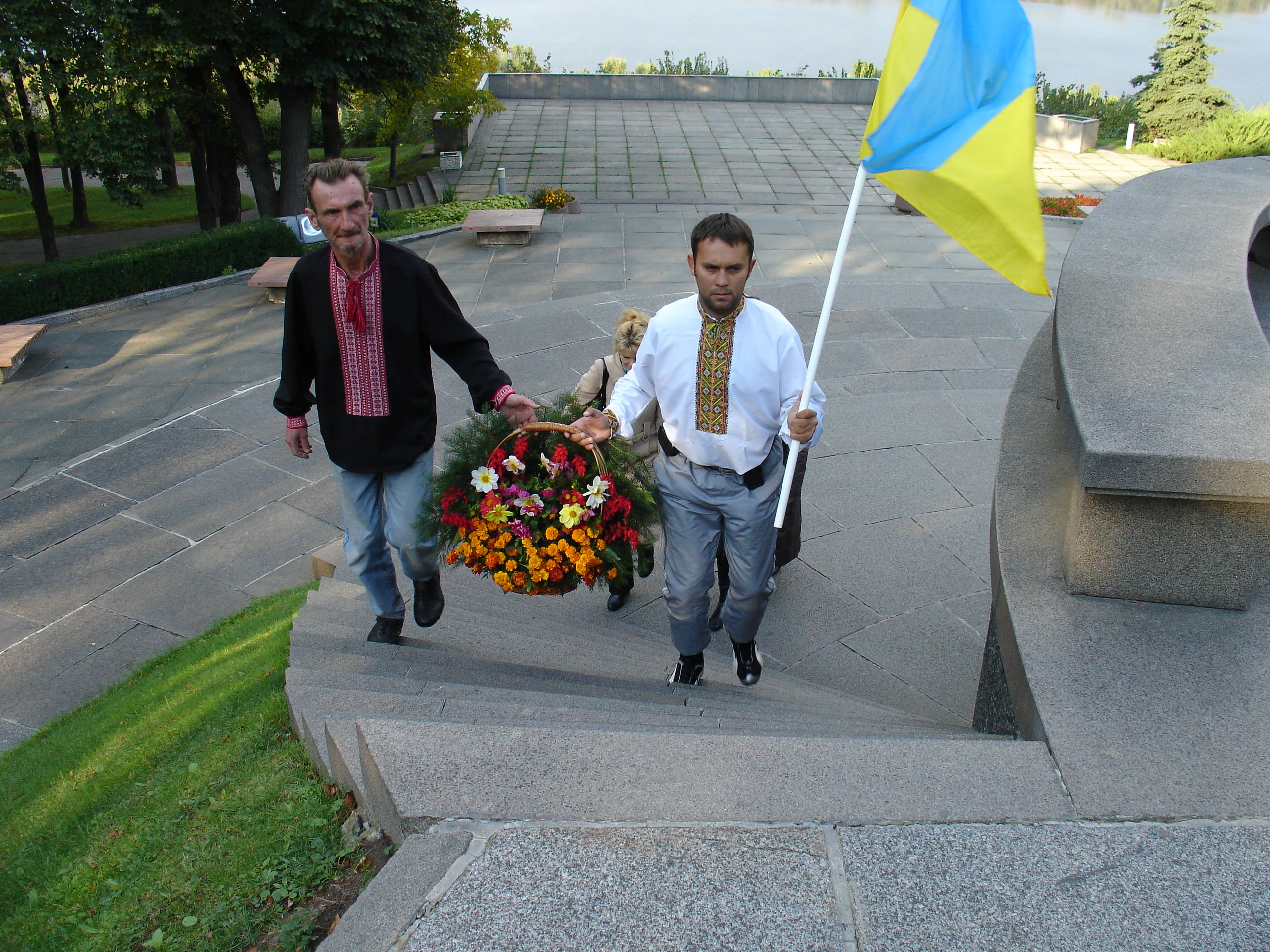
Чернеча Гора - 26.09.2008
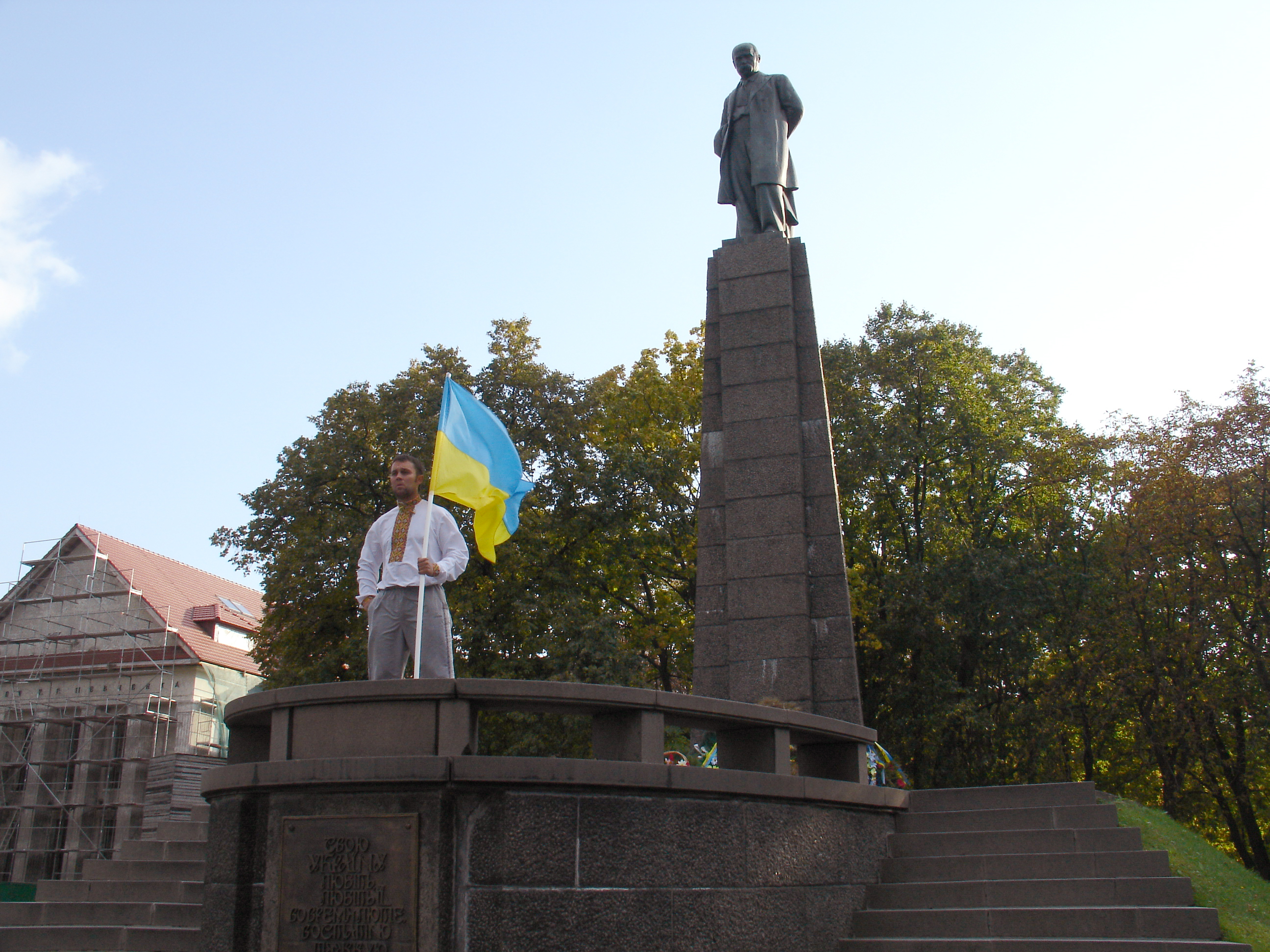
Р.Теліпський біля могили Кобзаря

## «Тарасів Дороговказ – 2»
2-й етап розпочався рівно через 10 років — 24 серпня 2018 року з прифронтового Слов'янська
. Даний шлях до Канева простягнувся на 800 км через території семи областей Лівобережної України. «Тарасів Дороговказ - 2» був подоланий волинським шевченколюбом за 28 днів пішої ходи. Окрім традиційної мети проєкту — відродження національної самобутності, символом якої і є постать Тараса Шевченка, Руслан присвятив цю ходу подіям новітньої історії України, а саме: 
- вшановуючи полеглих Героїв: учасників Революції гідності та бійців російсько-української війни;
- вираз вдячності за мирне небо діючим захисникам ООС та ветеранам АТО;
- духовна підтримка кремлівських бранців, що борються за свою волю у російських тюрмах (Олег Сенцов, Володимир Балух, Роман Сущенко та інші).[6][7]

Під час наступного етапу пішої патріотичної ходи у планах мандрівника є бажання доєднати до Канева вже увесь Південь країни, розпочавши свій маршрут з Одещини, та пройшовши територією 8-ми областей України, загальною протяжністю у понад 1100 км.

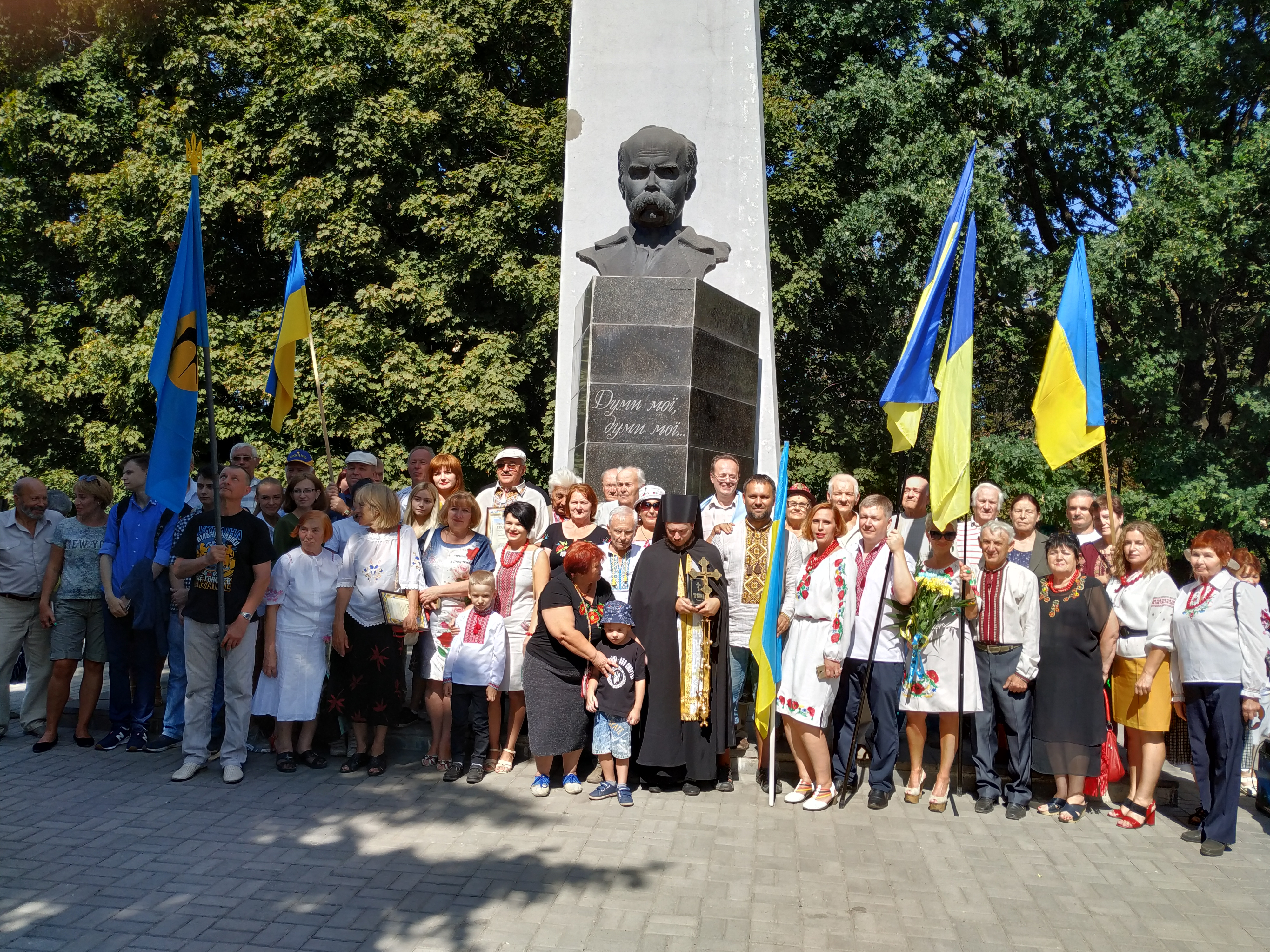
Слов'янськ - 24.08.2018
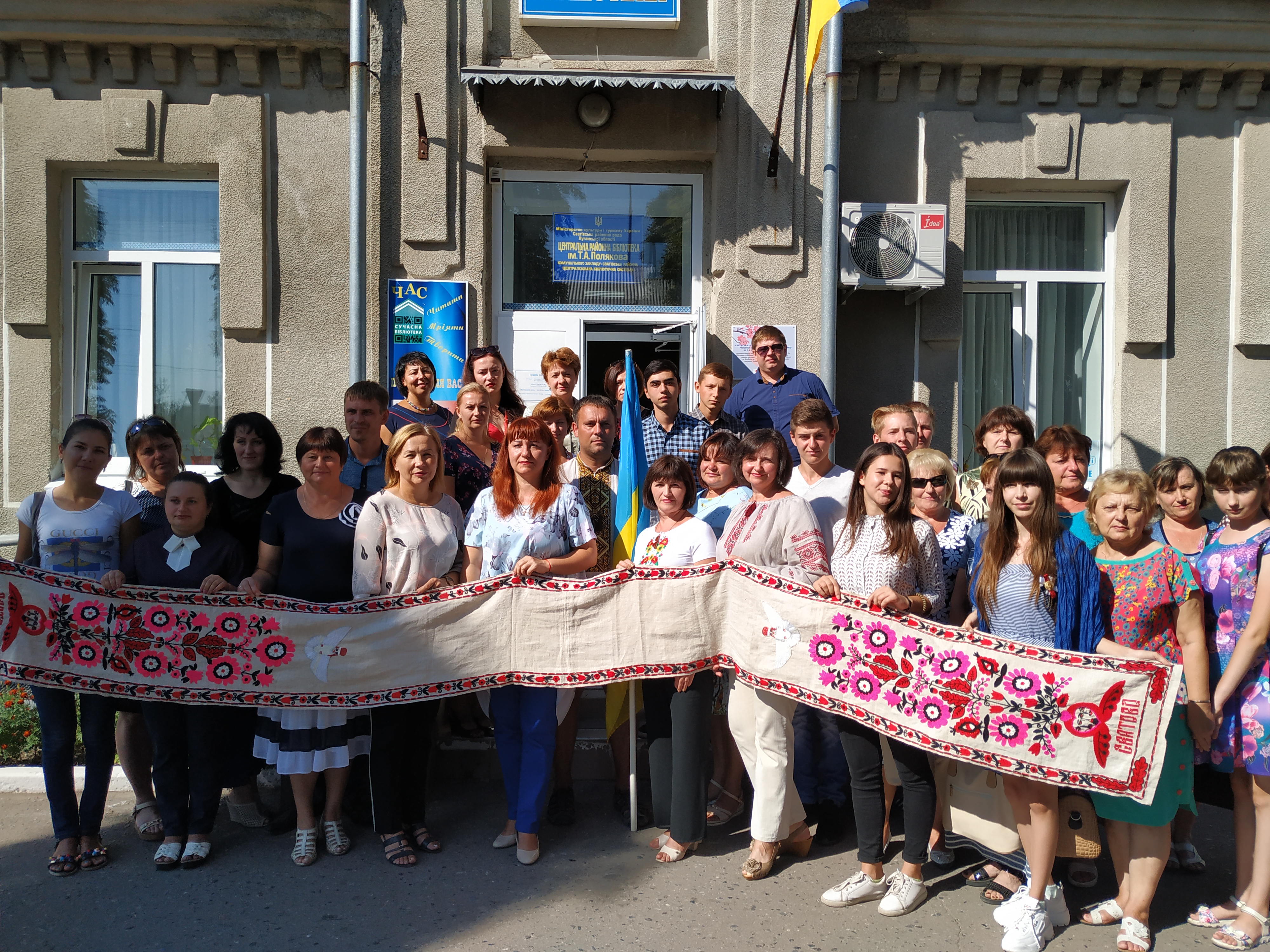
Сватове - 28.08.2018
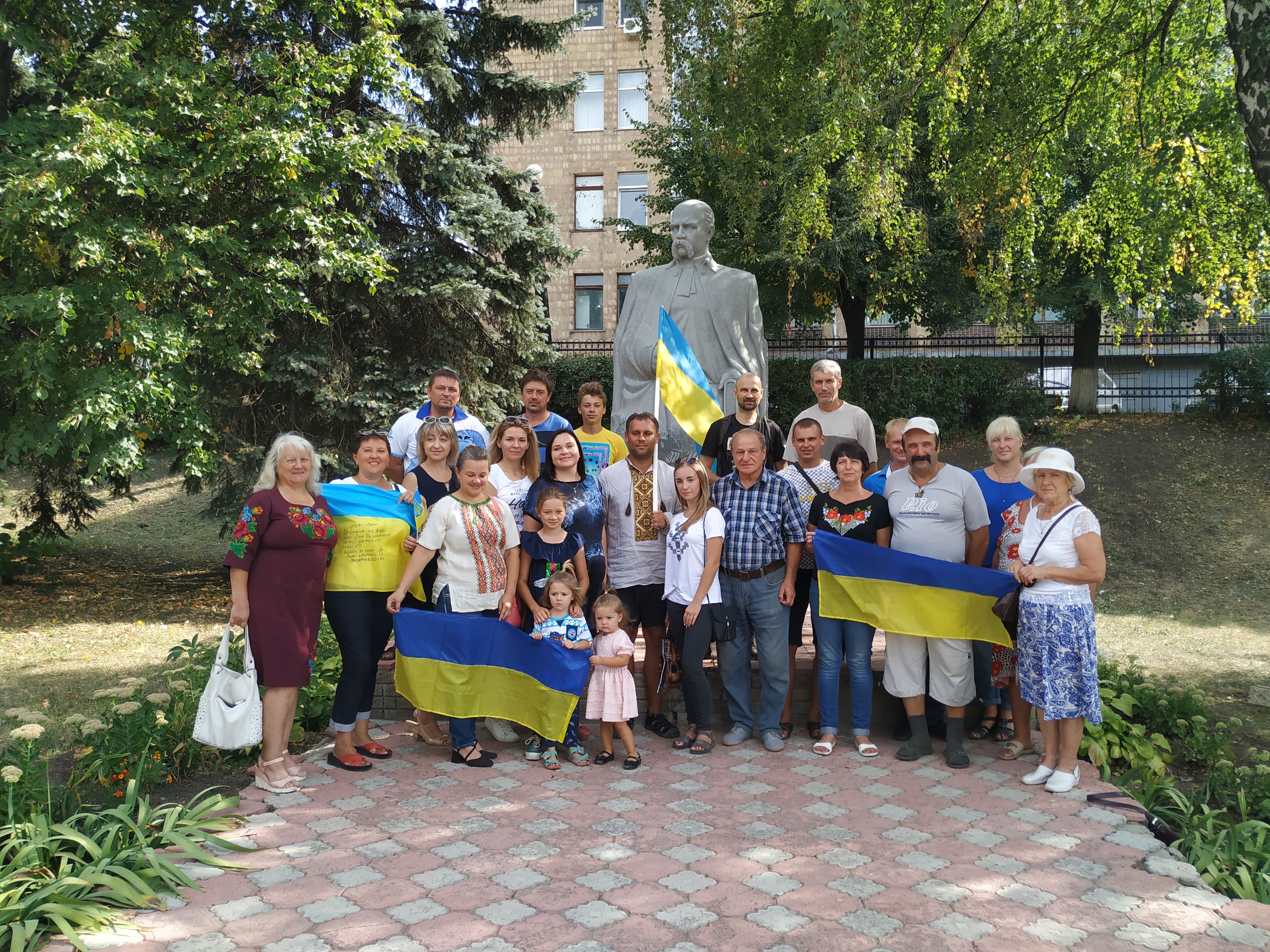
Куп'янськ - 30.08.2018
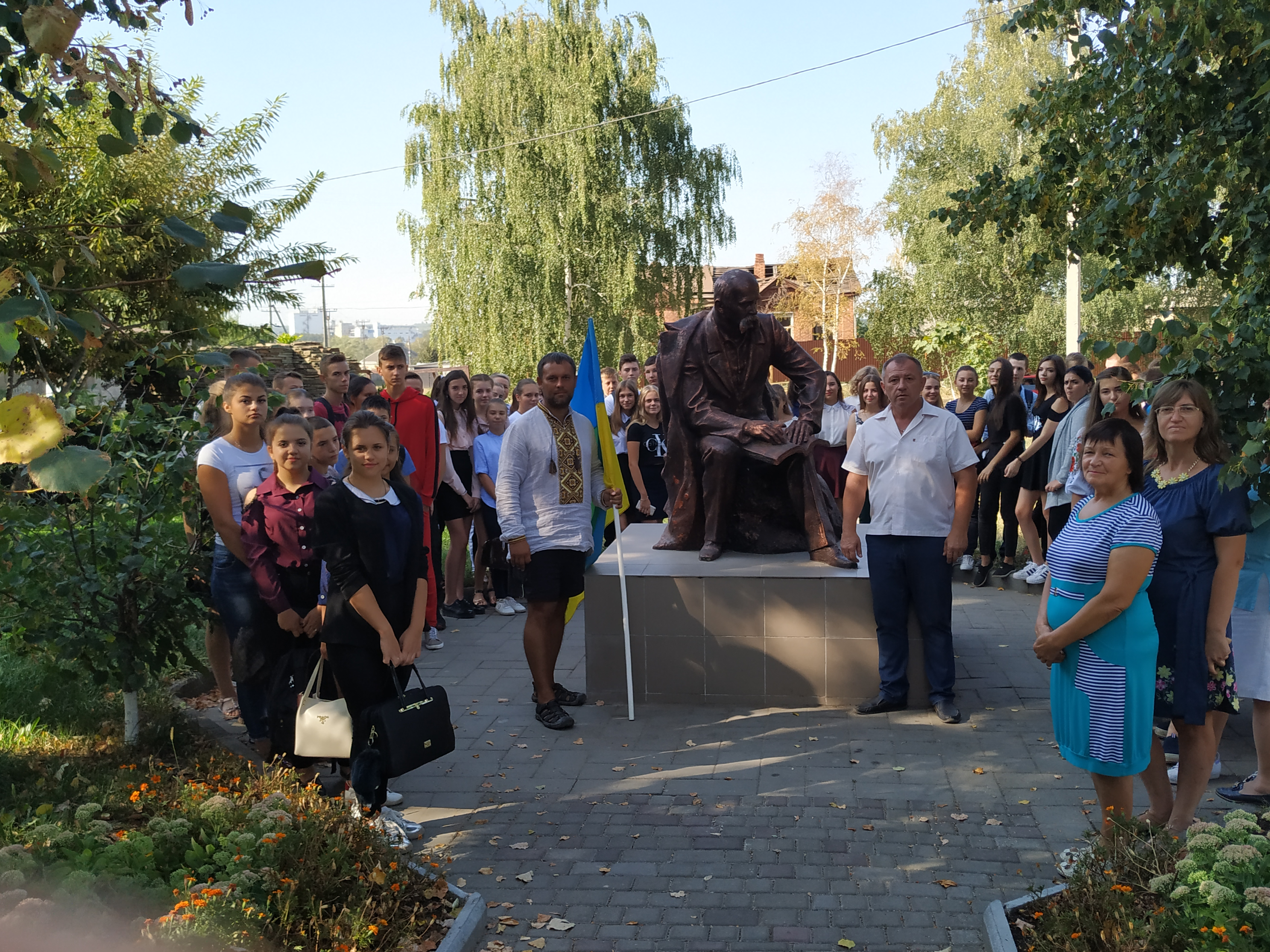
Пересічне - 04.09.2018
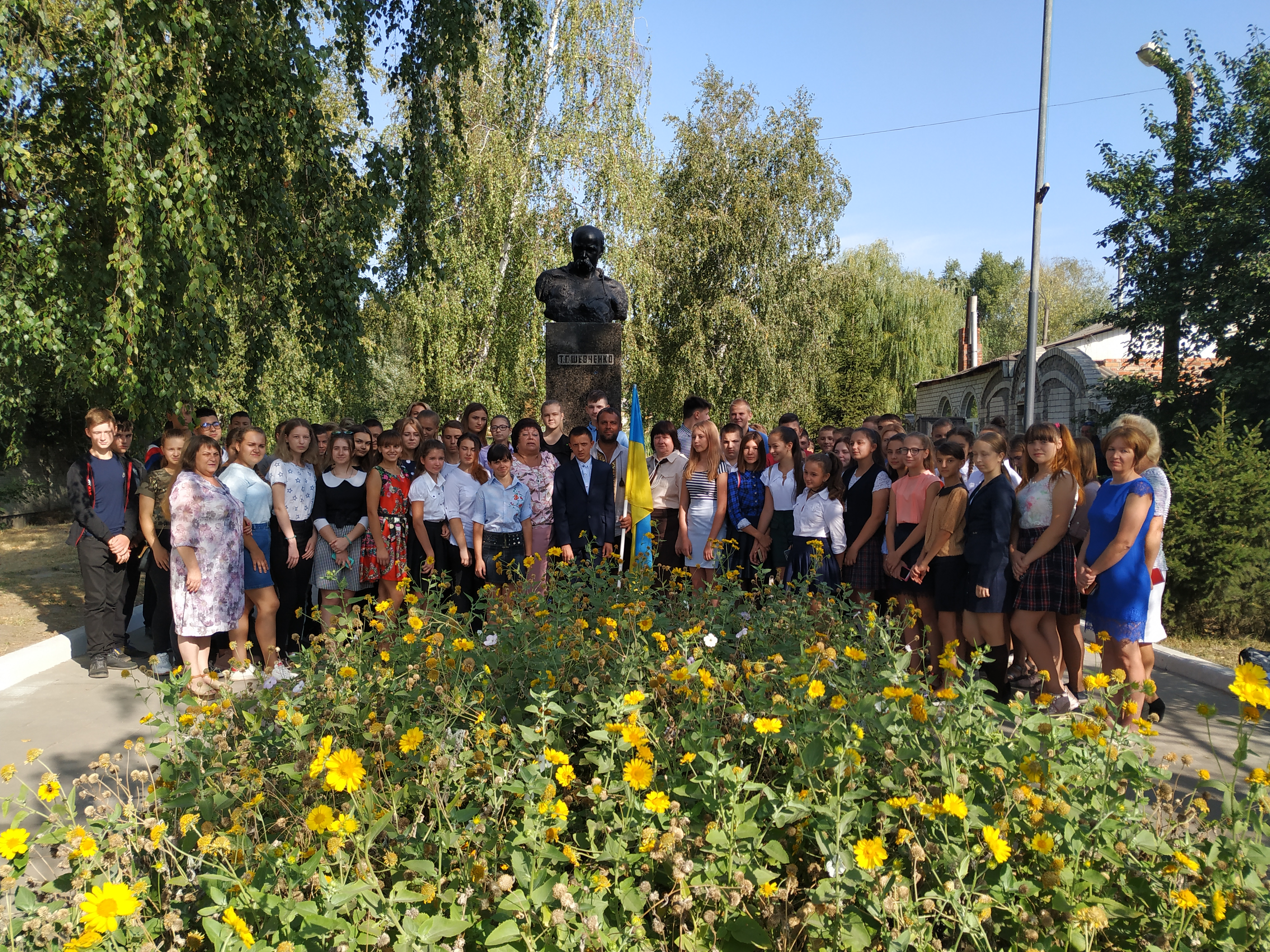
Богодухів - 05.09.2018
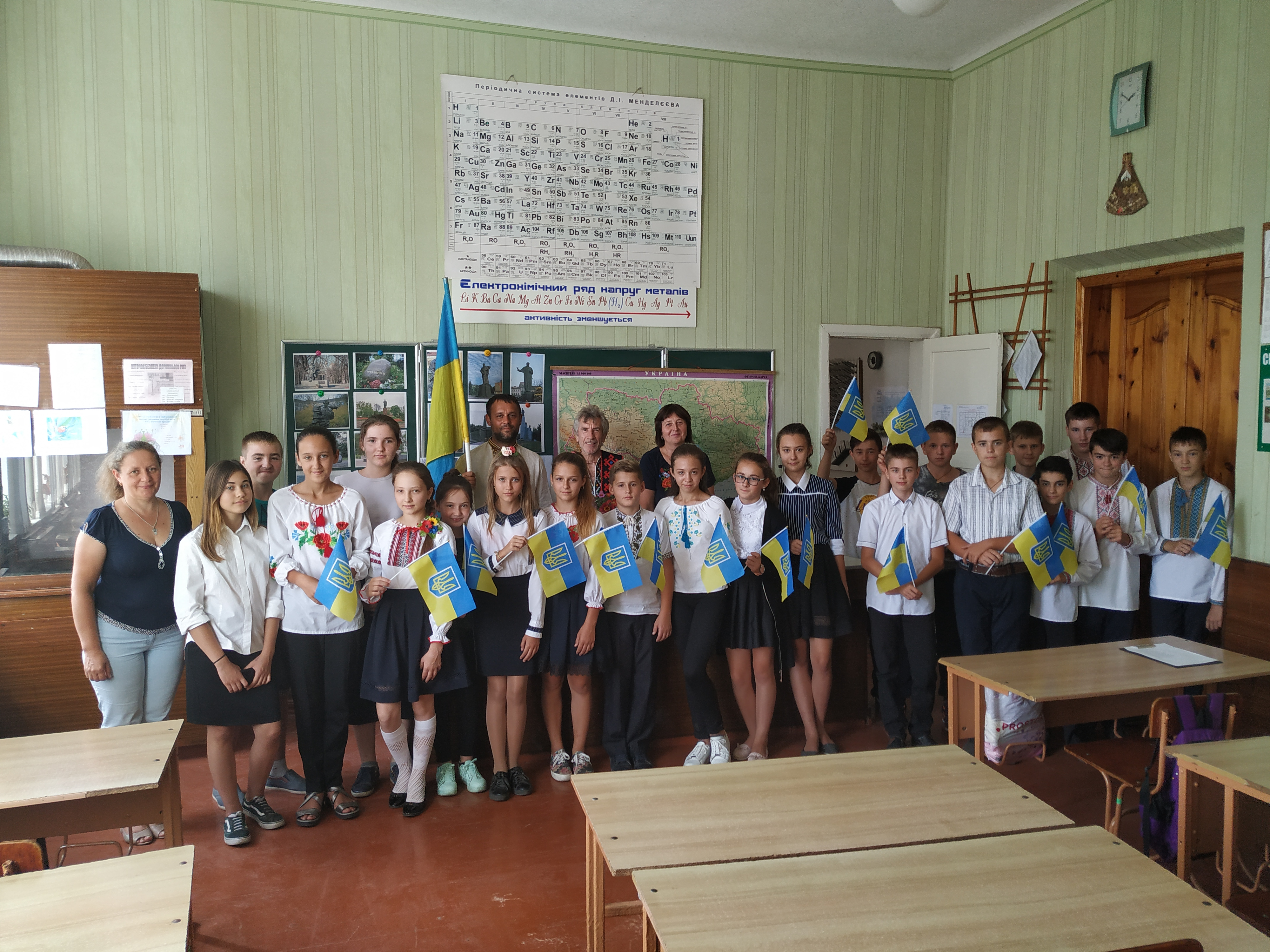
Охтирка - 07.09.2018

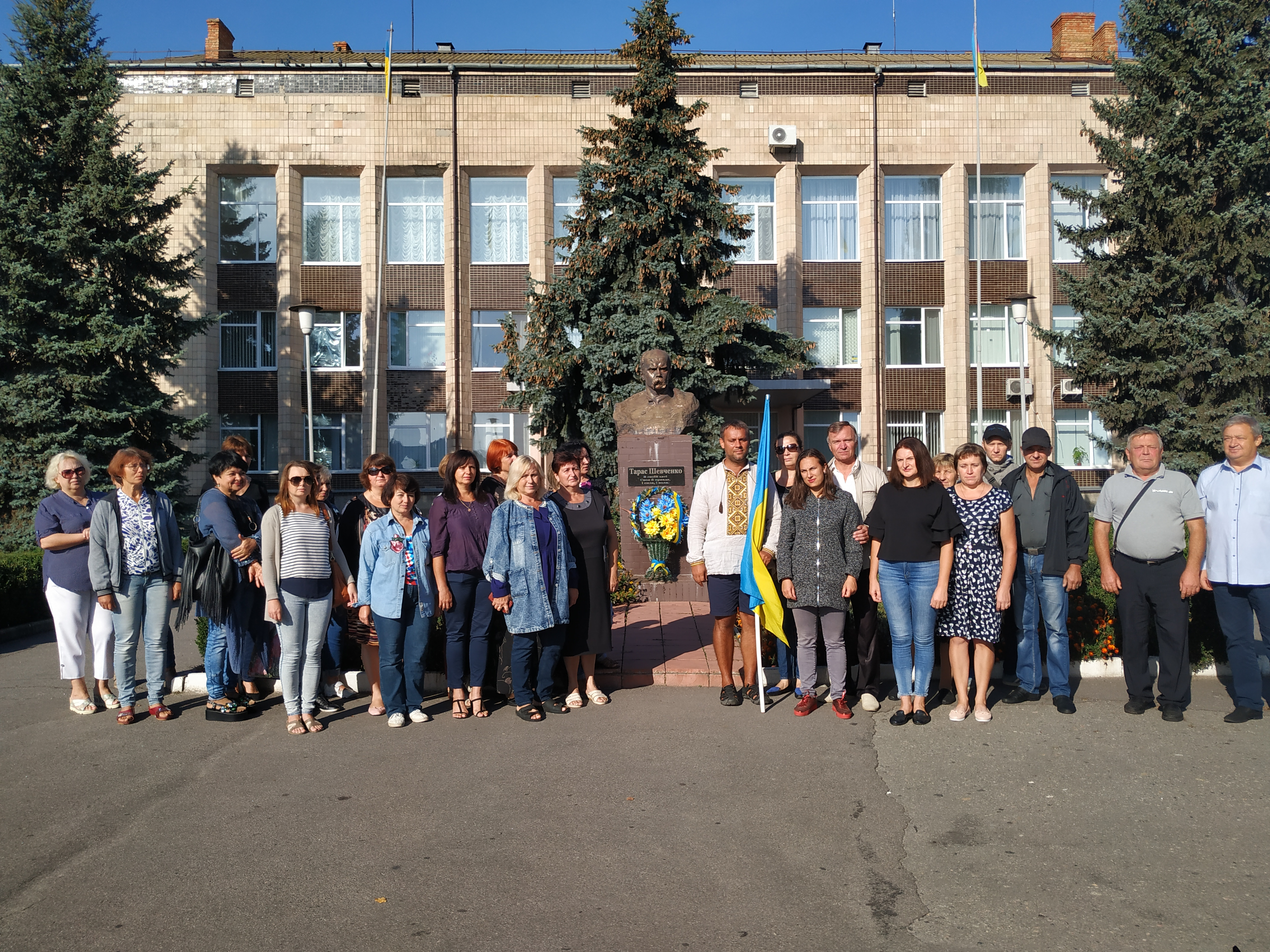
Лохвиця - 12.09.2019
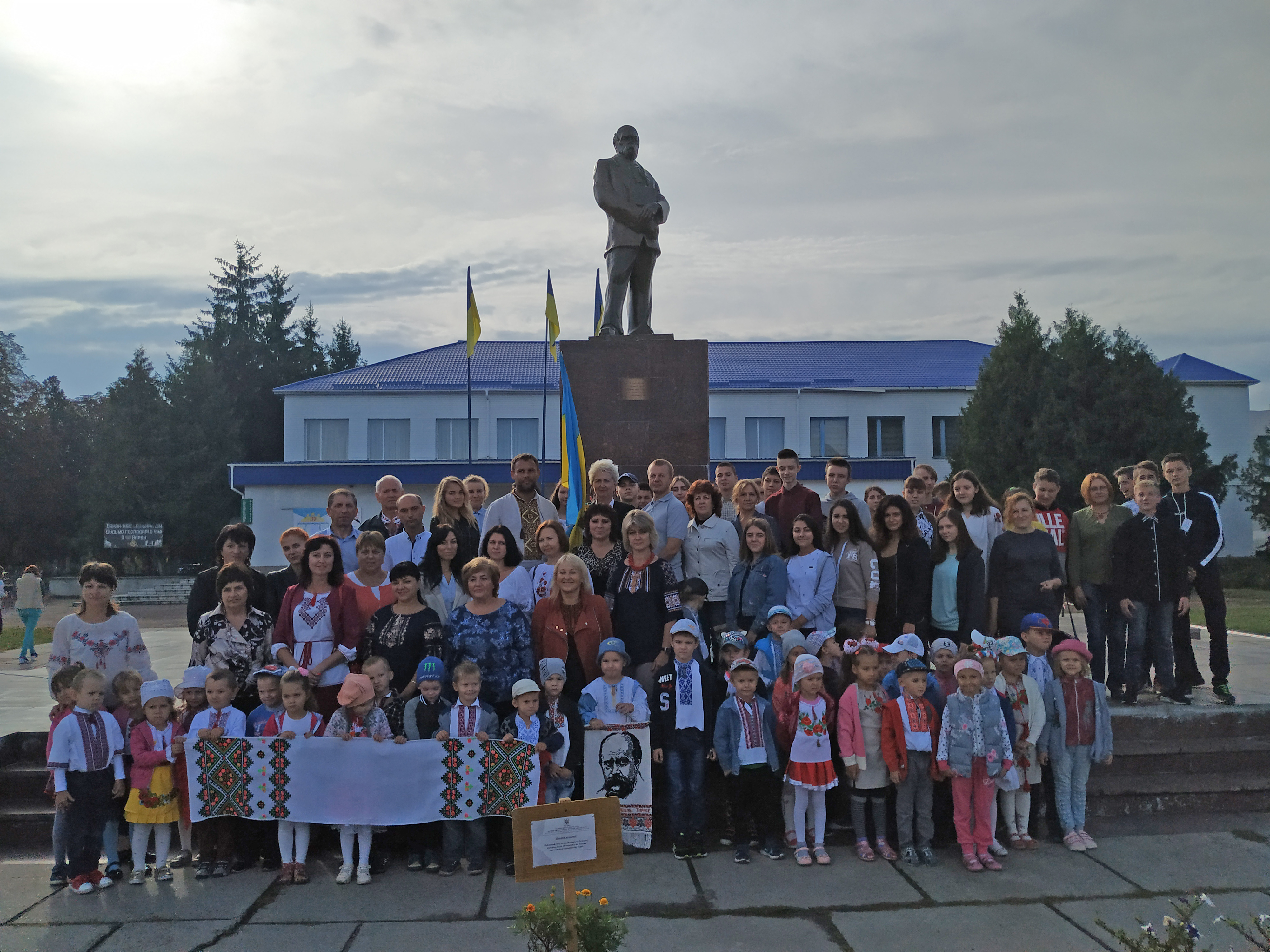
Варва - 14.09.2018
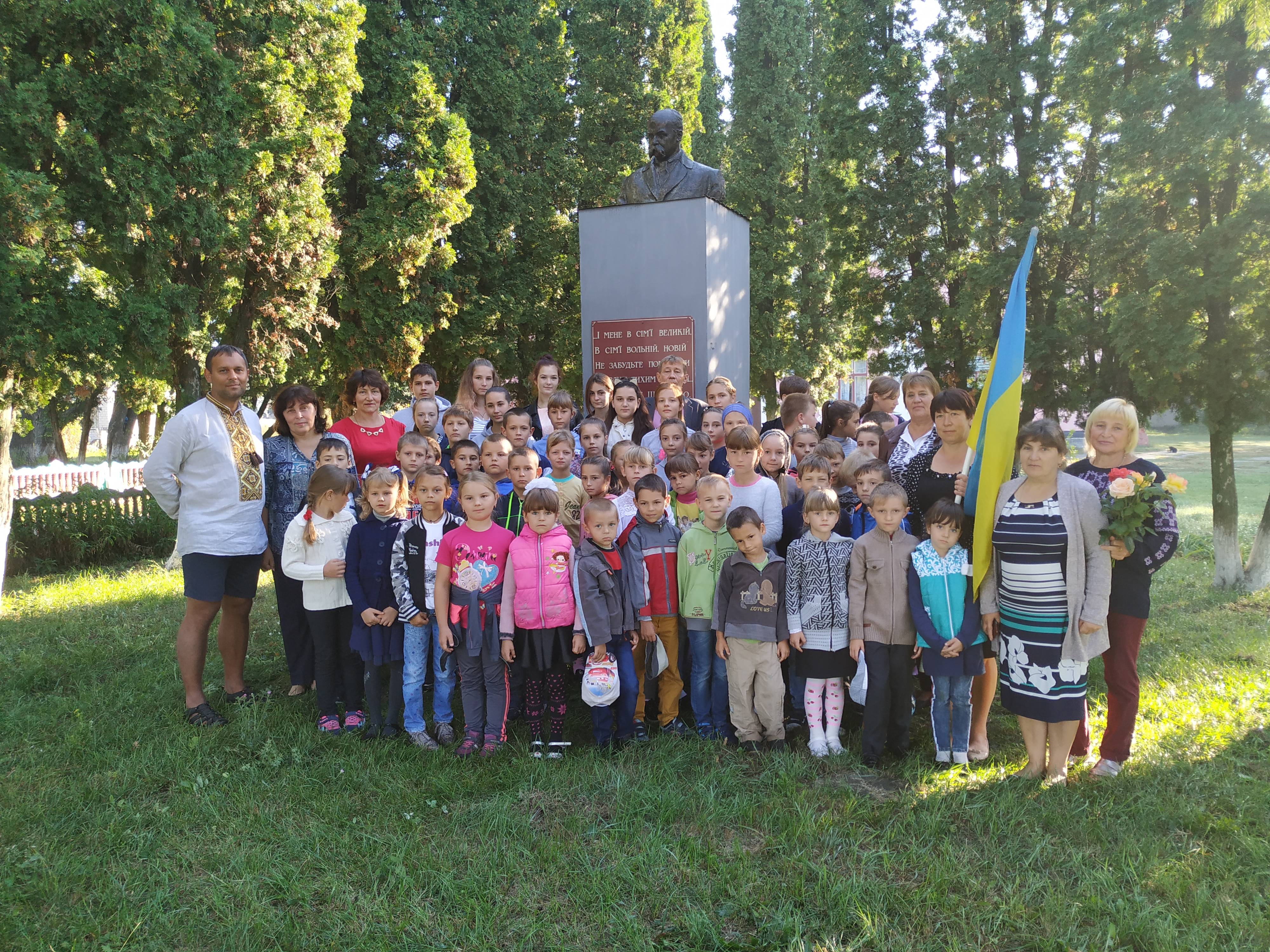
с.Михалівка - 19.09.2018
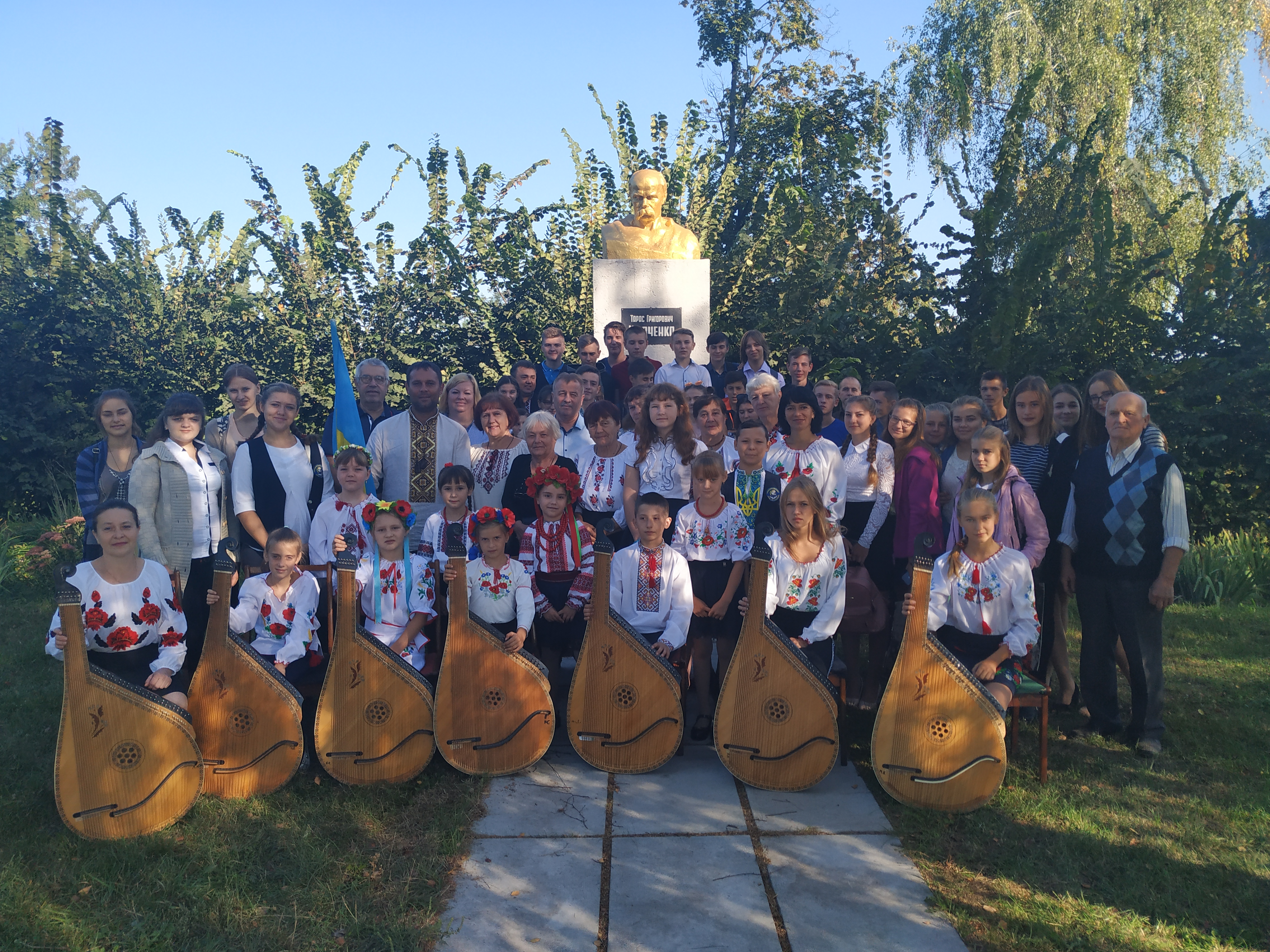
с.Гельмязів - 20.09.2018
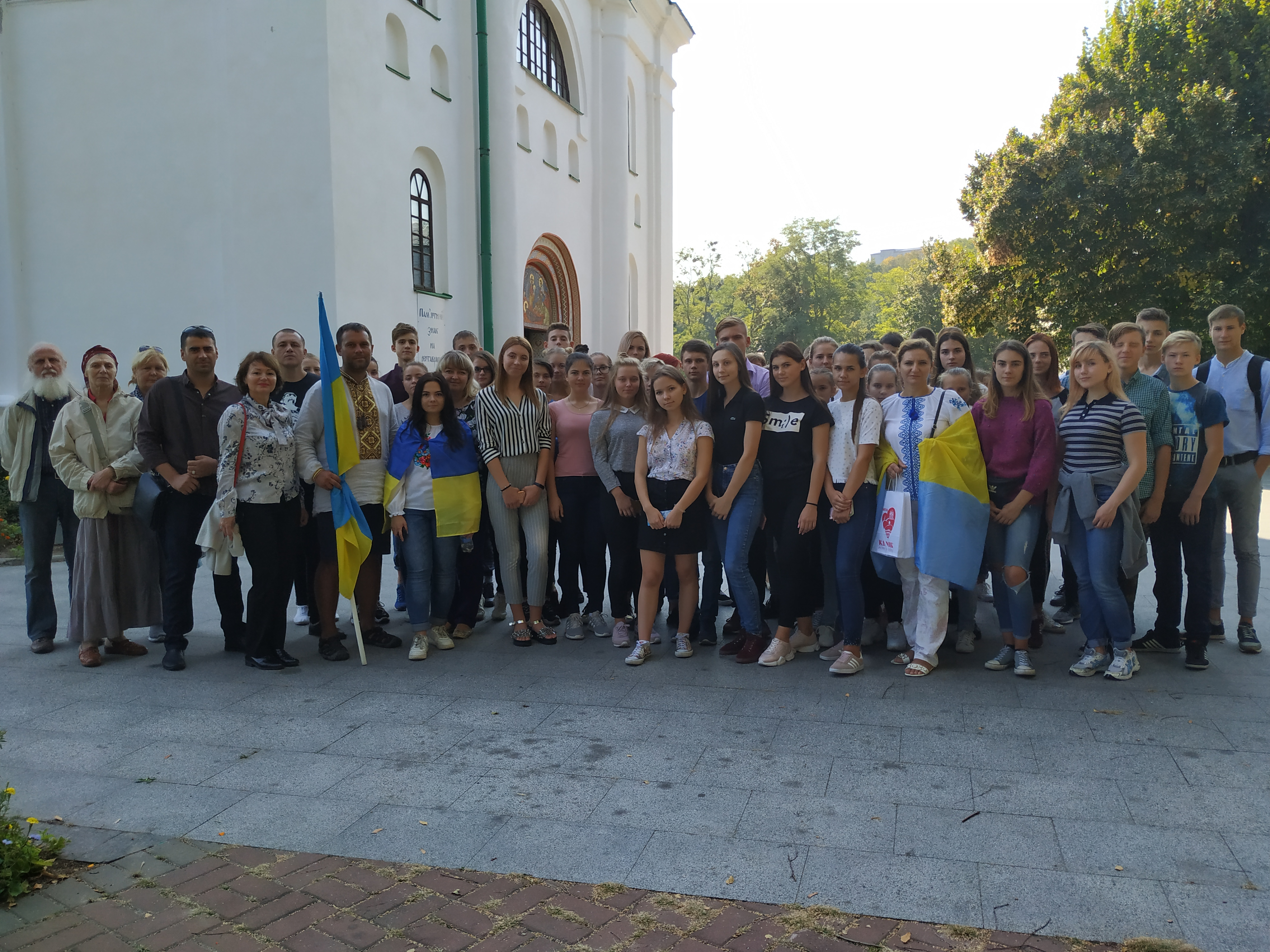
Канів - 21.09.2018
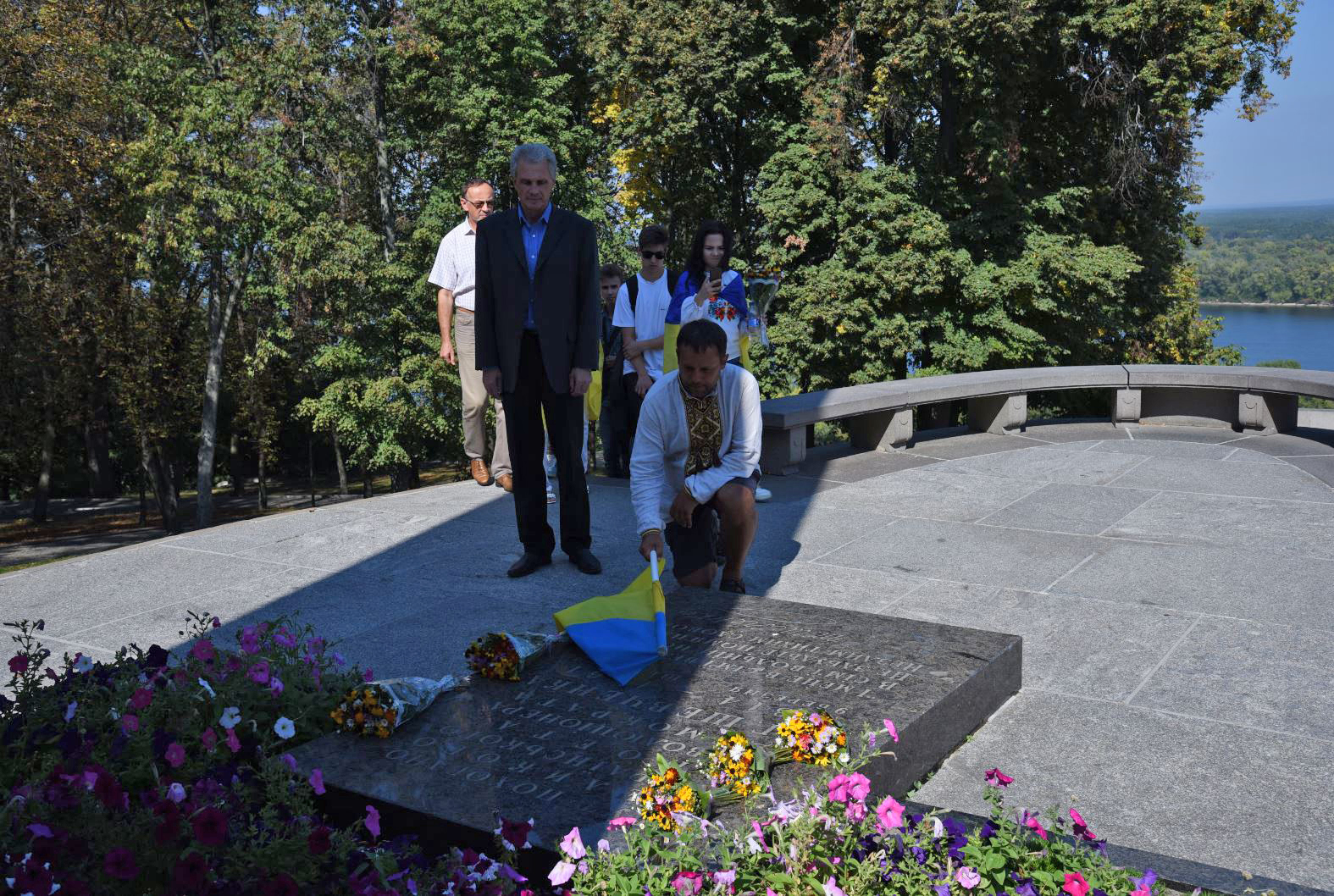
Р.Теліпський на могилі Кобзаря